# Mondli Mpoto
Mondli Mpoto (24 luglio 1998) è un calciatore sudafricano, portiere del Royal AM.

## Carriera

### Club
Ha giocato nella prima divisione sudafricana.

### Nazionale
Ha partecipato ai Mondiali Under-20 del 2017 ed ai Giochi Olimpici di Tokyo.

## Palmarès

### Club

#### Competizioni nazionali
- Coppa del Sudafrica: 1

SuperSport Utd: 2017